# Vasilij Kuznetsov
Vasilij Kuznetsov, född den 13 februari 1901 i Sofilovka, död den 5 juni 1990 i Moskva, var en rysk diplomat och politiker.

## Biografi
Kuznetsov gick med i kommunistpartiet i maj 1927. Han utbildade sig till ingenjör och studerade 1931–1933 metallurgi i USA.
Kuznetsov hade en rad olika positioner inom statsförvaltningen och inom kommunistpartiet från 1940 och framåt.  Han var ordförande i den Sovjetiska centralkommittén 12 mars 1946 till 12 mars 1950. År 1955 blev han förste vice utrikesminister. 
Den 7 oktober 1977 valdes han till första vice ordförande i presidiet i Sovjetunionens högsta sovjet, en position han innehade fram till den 18 juni 1986. Vid dödsfallen av Leonid Brezjnev (1982), Jurij Andropov (1984) och Konstantin Tjernenko (1985), blev Kuznetsov tillförordnad ordförande i presidiet fram till valet av respektive efterträdare.
Kuznetsov ledde den delegation som förde Rysslands talan i de rysk-kinesiska gränsförhandlingarna 1969–1970.